# Wayne Robson
Wayne Robson (ur. 29 kwietnia 1946 w Vancouver w Kolumbii Brytyjskiej, zm. 4 kwietnia 2011 w Stratford, w Ontario) − kanadyjski aktor filmowy, telewizyjny i teatralny. Odtwórca roli Mike’a Hamara w popularnym kanadyjskim sitcomie The Red Green Show.

## Życiorys
Inne znane produkcje z udziałem Robsona to: komedia romantyczna z udziałem Sandry Bullock pt. Skradzione serca (Two If by Sea, 1996), dreszczowiec psychologiczny Cube (1997), disneyowska animacja Bernard i Bianka w krainie kangurów (The Rescuers Down Under, 1990), a także slasher Droga bez powrotu (Wrong Turn, 2003) i jego sequel Droga bez powrotu 2 (Wrong Turn 2: Dead End, 2007). W sumie, nieprzerwanie od lat siedemdziesiątych, Wayne Robson wystąpił w blisko stu czterdziestu filmach pełno- lub krótkometrażowych i serialach telewizyjnych. Jest laureatem dwóch nagród Gemini oraz czterech nominacji doń, dwukrotnie nominowano go także do Genie Award.
Zmarł 4 kwietnia 2011, podczas prób do The Grapes of Wrath na Stratford Festival w Stratford, w Ontario na atak serca, kilka tygodni przed swoimi 65. urodzinami.
Jego syn, Louis McKeen Robson (ur. 1991), który wraz z ojcem wystąpił w The Red Green Show zmarł 25 grudnia 2016 w wieku 25 lat.

## Wybrana filmografia

### Filmy
- 1971: McCabe i pani Miller jako barman
- 1980: Popeye jako Chizzelflint, właściciel lombardu
- 1984: Pani Soffel jako Halliday
- 1987: Śmiertelnie mroźna zima (Dead of Winter) jako policjant Huntley
- 1990: Bernard i Bianka w krainie kangurów (The Rescuers Down Under) jako jaszczurka Frank (głos)
- 1993: Czary-mary (Double, Double, Toil and Trouble, TV) jako grabarz
- 1995: Dolores (Dolores Claiborne) jako Sammy Marchant
- 1995: W krzywym zwierciadle: Szkolna wycieczka (National Lampoon’s Senior Trip) jako Frank Hardin
- 1997: Cube jako Rennes
- 1997: Prywatne piekło (Affliction) jako Nick Wickham
- 1999: Babar – król słoni (Babar: King of the Elephants) jako Marabut / kierownik sprzedaży (głos)
- 2002: Ale jazda! (Interstate 60) jako Tolbert „Głęboki Brzuch”
- 2003: Droga bez powrotu (Wrong Turn) jako Maynard Odets
- 2003: Cold Creek Manor jako Stan Holland
- 2004: Witamy w Mooseport (Welcome to Mooseport) jako Morris Gutman
- 2007: Droga bez powrotu 2 (Wrong Turn 2: Dead End) jako Maynard Odets
- 2008: Incredible Hulk jako kapitan łodzi

### Seriale TV
- 1984: Wesoła siódemka (The Get Along Gang) jako pan Hoofnagel (głos)
- 1986: Niebezpieczna zatoka (Danger Bay) jako gangster
- 1988: Alfred Hitchcock przedstawia (Alfred Hitchcock Presents) jako szef Pickett
- 1990-1992: Droga do Avonlea (Road to Avonlea) jako Amos Spry
- 1991: Przygody Tintina (Les Aventures de Tintin) jako prof. Calculus (wersja angielska, głos)
- 1991: Moje drugie ja (My Secret Identity) jako bandyta napadający na bank
- 1991: Żar tropików (Tropical Heat, Sweating Bullets) jako Beansie
- 1991-1997: Rupert jako mędrzec z Um (głos)
- 1993-1994: Opowiastki z krypty (New Tales from the Cryptkeeper) jako dodatkowe głosy
- 1994: RoboCop jako Shorty
- 1994-1996: Człowiek z gór (Highlander: The Animated Series) jako Asklepios / Glen / O’Keefe / łowca / Hillsman (głos)
- 1995: Gęsia skórka (Goosebumps) jako Jimmy O’James
- 1996: Dziwny traf (Strange Luck) jako Lou Jackoway
- 1997: Na południe (Due South) jako Damon Cahill
- 1998: Czynnik PSI jako Jesse
- 1998-1999: Mityczni wojownicy (Mythic Warriors: Guardians of the Legend) jako Król Eurystheus / wojownik / doradca królewski / żołnierz (głos)
- 1999: Emilka ze Srebrnego Nowiu (Emily of New Moon) jako Henry Carruthers
- 1999-2000: Angela Anakonda (Angela Anaconda) – głos
- 1999-2004: Witaj, Franklin (Franklin) jako pan Czapla (głos)
- 2000: Lexx jako Gubby Mok
- 2000: Ania z Zielonego Wzgórza (Anne of Green Gables: The Animated Series) jako Matthew Cuthbert (głos)
- 2000: Łowcy skarbów (Relic Hunter) jako Waxman
- 2004-2006: Pani Pająkowa i jej przyjaciele ze Słonecznej Doliny (Miss Spider’s Sunny Patch Friends) jako pan Mantis (głos)